# Террас, Рихо
Рихо Террас (эст. Riho Terras; род. 17 апреля 1967, Кохтла-Ярве) — эстонский военнослужащий, полный генерал (2017), командующий Силами обороны Эстонии  в 2011—2018 годах. Депутат Европейского парламента (с 2020) от партии Отечество.

## Биография
Родился 17 апреля 1967 года в городе Кохтла-Ярве в Эстонской Советской Социалистической Республике.
Прошёл срочную военную службу в Военно-морском флоте СССР на Балтике.
С 1988 по 1993 годы обучался на историческом факультете Тартуского университета.
С 1991 года принят на службу в Вооружённые силы Эстонии, где прошёл курсы младших офицеров и с марта по ноябрь 1992 года командовал ротой в Отдельном пехотном Калевском батальоне (с ноября — начальник штаба батальона).
В 1998 году окончил обучение в Университете Бундесвера в Мюнхене по специальности государственные и общественные науки, получив степень магистра.
С января 2000 по январь 2001 года возглавлял главный штаб ополчения Кайтселийт, после чего до 2004 года служил военным атташе Эстонии в ФРГ и Польше.
С 2005 по 2008 годы занимался вопросами оборонного планирования в Главном штабе Сил обороны Эстонии, а с 2006 года возглавлял отдел анализа и планирования. В 2007 году замещал руководителя тренировочной миссии в Ираке. С декабря 2008 по 2010 годы был канцлером Министерства обороны, а с 1 марта 2011 года — начальником Штаба Сил обороны Эстонии.
С 1993 по 2005 год проходил обучение в различных зарубежных военных академиях на курсах командиров роты и батальона, прошёл курс оборонной политики в Женеве, а также курсы старших офицеров штаба в Балтийском оборонном колледже, учился в Королевском Колледже оборонных исследований Британии.
16 июня 2011 года получил звание бригадный генерал.
5 декабря 2011 года назначен командующим Силами обороны Эстонии. На своём новом посту в марте 2012 года призывал Финляндию стать членом НАТО.
18 февраля 2013 года присвоено звание генерал-майора, а 5 февраля 2015 года — генерал-лейтенанта. 20 февраля 2017 года присвоено звание полного генерала.
5 декабря 2018 года вышел в отставку.
По результатам выборов 2019 года избран депутатом Европейского парламента от партии «Отечество».
По результатам парламентских выборов 2023 года избран депутатом Рийгикогу XV созыва, но отказался от мандата, чтобы остаться депутатом Европейского парламента. Его место занял Март Маастик.
Кроме родного эстонского, владеет английским, немецким и русским языками. Увлекается охотой.

## Семья
Женат. Имеет двоих сыновей.

## Награды
- Орден Виестура I степени (4 июня 2012 года, Латвия)[7]